# Selección de fútbol de la Región de Murcia
La selección de fútbol de la Región de Murcia es un equipo de fútbol formado por jugadores nacidos en la Región de Murcia, o vinculados a ella. No está afiliado a la FIFA ni a la UEFA.

## Historia
Antes de la creación de la Federación de Fútbol de la Región de Murcia, en 1919 la Federación Valenciana de Fútbol absorbió a los clubes de las provincias de Murcia y Albacete y pasó a denominarse Federación de Fútbol de Levante o también llamada Federación Levantina. En esta federación jugaban equipos de las regiones de Valencia (las provincias de Castellón, Valencia y Alicante) y Murcia (las provincias de Murcia y Albacete) y era la encargada de organizar el Campeonato de Levante de Fútbol y de convocar a la Selección de fútbol de Levante.
El 27 de julio de 1924 los clubes murcianos y albaceteños se segregaron de la Federación Levantina creando el 7 de septiembre de 1924, la Federación Regional Murciana de Clubes de Foot-ball, la cual modificó en su denominación el término´"Foot-ball" por el de "Fútbol" en 1941, y permaneciendo bajo ese nombre hasta que en 1990 adopta la actual denominación.
En un principio se dieron de alta 29 clubes correspondientes a 17 localidades de Murcia y Albacete.
El ámbito territorial de la nueva federación se fue ampliando al incorporarse en 1928 la mayor parte de los clubes de la provincia de Alicante, en 1932 los de la provincia de Almería, y en 1933 los de las comarcas granadinas de Baza y La Sagra.
El ámbito de la Federación se redujo en 1939 al incorporarse los clubes almerienses y granadinos a la Federación Andaluza de Fútbol. Mayor impacto tuvieron la incorporación en 1977 de la mayoría de clubes alicantinos a la Federación Valenciana, y la de los albaceteños a la recién creada Federación de Fútbol de Castilla-La Mancha en 1986. Finalmente, con la incorporación de los últimos clubes del sur de la provincia de Alicante a la Federación Valenciana en 1990, la Federación Murciana quedó restringida al territorio de su propia Comunidad Autónoma, adoptando el nombre oficial de esta: Federación de Fútbol de la Región de Murcia.

## Partidos disputados

### Región de Murcia - Lituania
| Juanmi Juanma Valero Antonio Robles Ángel Robles Alcántara Kike Mateo José María Javi García 51' Óscar Sánchez Mista Toché También jugaron: Emilio ?' Zamora ?' Leo ?' Iban Espadas ?' Mariano Sánchez ?' ?' Sebas ?' Pedro León ?' José García ?' Olivares ?' Paco Jurado ?' Cañadas ?' | Mindaugas Sasnauskas Mikuckis Klimavičius ?' Paulauskas Peksaitis Miceika ?' Kavaliauskas Gedgaudas Lemezis Radzinevicius También jugaron: Veikutis ?' Kalonas ?' Lukšys ?' 85' - | Hora: 21:00 Árbitro: Pedro Javier Martínez Franco Asistencia: 10.000 espectadores Antes del partido hubo un concierto y tuvo lugar el descenso de paracaidistas de la PAPEA de Alcantarilla, que portaron las banderas lituana y murciana. |

### Región de Murcia - Ecuador
| Juanmi Juanma Valero ?' Zamora 31' Pedro López Óscar Sánchez Valera ?' Mariano Sánchez Pedro León 46' Isaac Kike Mateo 18' (p.) Mista También jugaron: Leo ?' Tato ?' Quinín ?' Rodri ?' Emilio ?' Olivares ?' ?' ?' Paco Lorca ?' Manolo ?' | Rorys Aragón Montaño Calle José Luis Perlaza Paúl Ambrosi ?' Noboa Walter Ayovi David Quiroz Luis Saritama ?' Felipe Caicedo Edmundo Zura También jugaron: Marlon Ayovi ?' Vaca ?' Quiñónez ?' de Jesús ?' - | Hora: 18:00 Árbitro: Gregorio Bernabé García Asistencia: 7.000 espectadores El partido comenzó con 15 minutos de retraso por la conexión con 7 Región de Murcia, que lo retransmitió en directo. Javi García fue convocado, aunque no llegó a jugar debido a un pinchazo sufrido durante el calentamiento. |

### Región de Murcia - Guinea Ecuatorial
| Juanmi Leo Zamora Antonio Robles Óscar Sánchez ?' Valera Mariano Sánchez Pedro León Isaac Jové Toché 1' Mista También jugaron: Andrés Fernández ?' Juanma Valero ?' José García ?' Álvaro ?' Villanueva ?' Ángel Robles ?' ?' Meca ?' Nacho Jara ?' Cañadas ?' | Danilo Rondo Yago Doe Ronan Iván Zarandona Juvenal Benjamín ?' Balboa Lino Juan Epitié También jugaron: Kili ?' Justice ?' - | Hora: 18:30 Árbitro: Gregorio Bernabé García Asistencia: 7.000 espectadores Los fondos generados en taquilla se destinarán a sufragar los gastos de los equipos de base del fútbol de la comarca de Cartagena. El encuentro fue emitido en directo por 7 Región de Murcia. Como anécdota queda el parón de más de 20 minutos sufrido durante la segunda parte por un apagón en el sistema de iluminación del estadio. |

### Región de Murcia - Estonia
| Andrés Fernández Ángel Robles Antonio Robles Zamora Óscar Sánchez Rodri Javi García Kike Mateo Pedro León Daniel Aquino Toché 44' (p.) También jugaron: Tudela ?' Isaac Jové ?' Tato ?' Espín ?' Mariano Sánchez ?' Pina ?' Paco Lorca ?' Manolo ?' Morillas ?' Alcalá ?' Alcántara ?' | Askalu Allas Jääger Rooba Rähn Konsa Eino Puri Kink 15' Voskoboinikov Vunk Saag También jugaron: Pedok ?' Kams ?' Sisov ?' Anniste ?' Sander Puri ?' Vikmac ?' - | Hora: 18:30 Árbitro: Pedro Javier Martínez Franco Asistencia: 3.500 espectadores Los jugadores Juan Valera y Mista que estaban convocados para este partido, tuvieron que ver el partido desde la grada debido a una lesión sufrida en la jornada de liga con sus respectivos equipos. |

### Región de Murcia - Real Madrid
| Andrés Fernández Olivares Botía Antonio Robles Mario Marín Mariano Sánchez Verza Tato Dani Aquino Mista Toché También jugaron: Juanma Gonzalo Paco Lorca Josemi Antonio Alfredo Adrián Urzaiz Meca 66' Sebas | Casillas Sergio Ramos Raúl Albiol Mandi Arbeloa Pablo Gil Esteban Granero Pedro León Sergio Canales Özil Adebayor También jugaron: Dudek Adán Pepe 53' (p.p.) Cristiano Ronaldo 68' Kaká Benzema 48' Xabi Alonso Dani Carvajal Óscar Plano Chendo | Hora: 19:00 Árbitro: Gregorio Bernabé García Asistencia: 31.000 espectadores El quinto partido de la historia de la selección murciana disputado el 18 de mayo de 2011 a las 19:00 en Murcia, en el Estadio Nueva Condomina, ante el Real Madrid se saldó con el resultado de empate a 2. Este encuentro se realizó de forma benéfica para conseguir fondos para los afectados por el Terremoto de Lorca. La anécdota del partido fue que a falta de ocho minutos para la conclusión del choque salió al campo el totanero Chendo, delegado del conjunto madridista, y que protagonizó la anécdota de la tarde con sus 49 años y cuyo nombre coreó la grada. Tras este partido disputado, la selección murciana continúa sin conocer la derrota en sus ya 8 años de historia. |

## Estadísticas
| #   | Goles         | Tarjetas amarillas | Tarjetas rojas |
| --- | ------------- | ------------------ | -------------- |
| 1º  | Toché 2       | Mariano Sánchez 1  | Nadie 0        |
| 2º  | Javi García 1 | Juanma Valero 1    | Nadie 0        |
| 3º  | Kike Mateo 1  | Valera 1           | Nadie 0        |
| 4º  | Zamora 1      | Olivares 1         | Nadie 0        |
| 5º  | Pedro León 1  | Óscar Sánchez 1    | Nadie 0        |
| 6º  | Meca 1        | Ángel Robles 1     | Nadie 0        |
| 7º  | Nadie 0       | Nadie 0            | Nadie 0        |
| 8º  | Nadie 0       | Nadie 0            | Nadie 0        |
| 9º  | Nadie 0       | Nadie 0            | Nadie 0        |
| 10º | Nadie 0       | Nadie 0            | Nadie 0        |

## Jugadores

### Plantilla
Estos son los que fueron convocados para el partido contra el Real Madrid CF.

### Jugadores que han jugado
Sólo se tienen en cuenta aquellos que disputaron algún partido, no los convocados que no jugaron por lesión.